# Osvaldo Lima
Oswaldo Cavalcanti da Costa Lima (Igarassu, 25 de maio de 1894 – Recife, 27 de outubro de 1979) é um jornalista, advogado, servidor público e político brasileiro que foi deputado federal por Pernambuco.

## Dados biográficos
Filho de Brasiliano Domino da Costa Lima e Amália Cavalcanti da Costa Lima. Jornalista, trabalhou no Jornal do Recife e depois no Diário de Pernambuco antes de formar-se em Direito pela Universidade Federal de Pernambuco. Promotor de justiça em Cabo de Santo Agostinho, Jaboatão dos Guararapes e Recife, foi nomeado juiz em Bom Jardim e exerceu o cargo até renunciar à vida na magistratura a fim de exercer a advocacia.
Simpático à Revolução de 1930, elegeu-se deputado federal em 1933 e assim ajudou na elaboração da Constituição de 1934 e foi reeleito em 1935 exercendo o mandato até a decretação do Estado Novo. Aliado de Agamenon Magalhães, assumiu o cargo de procurador do Tesouro Nacional em Pernambuco, cargo no qual se aposentaria em 1964. Filiado ao PSD, foi eleito deputado federal em 1945 e participou da Assembleia Nacional Constituinte responsável pela Constituição de 1946. Atuou de maneira exitosa na defesa que fez a respeito da vitória de Barbosa Lima Sobrinho diante dos recursos judicias contrários à sua vitória na disputa pelo Palácio do Campo das Princesas em 1947, não obstante deixou de ser pessedista e lançou-se candidato a senador em 1950 quando foi derrotado por Apolônio Sales.
Pai do também político Osvaldo Lima Filho, foi eleito prefeito de Bom Jardim em 1966 pelo MDB.